# رينيه هولتن بولسين
رينيه هولتن بولسين (بالدنماركية: René Holten Poulsen)‏ هو كاياكير دنماركي، ولد في 28 نوفمبر 1988 في Nykøbing Falster ‏ في الدنمارك.

## وصلات خارجية
- رينيه هولتن بولسين على موقع الاتحاد الدولي للكانو (الإنجليزية)
- رينيه هولتن بولسين على موقع اللجنة الأولمبية الدولية (الإنجليزية)
- رينيه هولتن بولسين على موقع أوليمبيديا (الإنجليزية)